# 大慶サルト空港
大慶サルト空港（だいけいサルトくうこう、大庆萨尔图机场、(IATA: DQA, ICAO: ZYDQ)）は中華人民共和国黒龍江省大慶市にある民間空港。この空港は、大慶市サルト区の北部に位置しており、滑走路は全長2,600mあり、中国民用航空局の空港等級では「4C」クラスに指定されている。この空港は、2009年9月1日に開港した。中国南方航空は、運営の拠点をサルト空港内に設けている。

## 航空会社と路線
2017-2018冬春航季
| 航空会社           | 就航地                            |
| ------------------ | --------------------------------- |
| 中国国際航空（CA） | 北京/首都、天津、煙台             |
| 中国南方航空（CZ） | 北京/首都、大連、青島、西安、長沙 |
| 山東航空（SC）     | 大連                              |
| 天津航空（GS）     | ハイラル                          |
| 中国東方航空（MU） | 青島                              |
| 吉祥航空（HO）     | 威海                              |